# バレーボールパキスタン男子代表
バレーボールパキスタン男子代表は、バレーボールの国際大会で編成されるパキスタンの男子バレーボールナショナルチームである。

## 歴史
1955年1月31日にパキスタンバレーボール連盟が設立、同年国際バレーボール連盟へ加盟。1962年アジア競技大会で銅メダルを獲得した南アジアの古参チームで、2010年南アジア競技大会では銀メダルを獲得している。アジア選手権は第4回大会の1987年アジア選手権に初出場を果たし、最高位は4位であるが、2009年アジア選手権はアフガニスタンとともに棄権した。2010年世界選手権大陸予選ではグループトップで2次ラウンドへ進出した。

## 過去の成績

### オリンピックの成績
- 出場なし

### 世界選手権の成績
- 2010年 - アジア予選敗退

### アジア選手権の成績
| - 1987年 - 7位 - 1989年 - 4位 - 1991年 - 8位 - 1993年 - 8位 - 1995年 - 8位 - 1997年 - 7位 | - 1999年 - 8位 - 2003年 - 7位 - 2005年 - 9位 - 2007年 - 13位 |  |